# Liste der Kulturgüter in Gersau
Die Liste der Kulturgüter in Gersau enthält alle Objekte in der Gemeinde Gersau im Kanton Schwyz, die gemäss der Haager Konvention zum Schutz von Kulturgut bei bewaffneten Konflikten, dem Bundesgesetz vom 20. Juni 2014 über den Schutz der Kulturgüter bei bewaffneten Konflikten sowie der Verordnung vom 29. Oktober 2014 über den Schutz der Kulturgüter bei bewaffneten Konflikten unter Schutz stehen.
Objekte der Kategorien A und B sind vollständig in der Liste enthalten, Objekte der Kategorie C fehlen zurzeit (Stand: 1. Januar 2023). Unter übrige Baudenkmäler sind zusätzliche Objekte zu finden, die gemäss Angaben des kantonalen Denkmalschutzes als geschützte Denkmäler eingestuft wurden und nicht bereits in der Liste der Kulturgüter enthalten sind.

## Kulturgüter
| Foto |                                                                     | Objekt                                   | Kat. | Typ | Standort                            | Beschreibung |
| ---- | ------------------------------------------------------------------- | ---------------------------------------- | ---- | --- | ----------------------------------- | ------------ |
| ja   | Datei hochladen · Wikidata zu Pfarrkirche St. Marzellus (Q29525485) | Pfarrkirche St. Marzellus KGS-Nr.: 04799 | A    | G   | Kirchenplatz 1 682960 / 205039      |              |
| ja   | Datei hochladen · Wikidata zu Haus Hof (Q29881577)                  | Haus Hof KGS-Nr.: 04796                  | B    | G   | Dorfstrasse 18 682796 / 205085      |              |
| ja   | Datei hochladen · Wikidata zu Haus Minerva (Q29881578)              | Haus Minerva KGS-Nr.: 04798              | B    | G   | Dorfstrasse 1 682890 / 205015       |              |
| BW   | Datei hochladen · Wikidata zu Kapelle Mariahilf, Kindli (Q29881581) | Kapelle Mariahilf KGS-Nr.: 04800         | B    | G   | Kindli 4 684607 / 204880            |              |
| ja   | Datei hochladen · Wikidata zu Pfarrhaus (Q29881584)                 | Pfarrhaus KGS-Nr.: 10182                 | B    | G   | Gütschstrasse 2 682927 / 205068     |              |
| ja   | Datei hochladen · Wikidata zu Pfarrhelferhaus (Q29881587)           | Pfarrhelferhaus KGS-Nr.: 10183           | B    | G   | Gütschstrasse 1 682912 / 205072     |              |
| ja   | Datei hochladen · Wikidata zu Altes Rathaus (Q29881572)             | Altes Rathaus KGS-Nr.: 12831             | B    | G   | Dorfstrasse 14 682819 / 205084      |              |
| ja   | Datei hochladen · Wikidata zu Gross-Landammannhaus (Q29881573)      | Gross-Landammannhaus KGS-Nr.: 12832      | B    | G   | Dorfstrasse 7 682827 / 205042       |              |
| ja   | Datei hochladen · Wikidata zu Casa Fontana (Q29881574)              | Casa Fontana KGS-Nr.: 12833              | B    | G   | Dorfstrasse 13 682767 / 205073      |              |
| ja   | Datei hochladen · Wikidata zu Majorenhaus (Q29881583)               | Majorenhaus KGS-Nr.: 12834               | B    | G   | Dorfstrasse 2 682894 / 205062       |              |
| ja   | Datei hochladen · Wikidata zu Villa Flora (Q29881589)               | Villa Flora KGS-Nr.: 12835               | B    | G   | Ausserdorfstrasse 7 682542 / 205135 |              |

## Übrige Baudenkmäler
| ID     | Foto |                                                                   | Objekt                           | Typ | Standort                            | Beschreibung |
| ------ | ---- | ----------------------------------------------------------------- | -------------------------------- | --- | ----------------------------------- | ------------ |
| 16.002 | BW   | Datei hochladen                                                   | Kapelle St. Josef                | G   | Chäppeliberg 684141 / 207087        |              |
| 16.003 | ja   | Datei hochladen · Wikidata zu Kapelle St. Verena (Q120752559)     | Kapelle St. Verena               | G   | Büelstrasse 2.1 683237 / 204974     |              |
| 16.004 | ja   | Datei hochladen · Wikidata zu Kapelle Rigi-Scheidegg (Q120752550) | Kapelle Rigi-Scheidegg           | G   | Rigi Scheidegg 92 682274 / 209037   |              |
| 16.005 | ja   | Datei hochladen                                                   | Haus Gerbi                       | G   | Seestrasse 41 682464 / 205191       |              |
| 16.013 | ja   | Datei hochladen                                                   | Brugghaus                        | G   | Ausserdorfstrasse 2 682642 / 205121 |              |
| 16.014 | ja   | Datei hochladen                                                   | Tätschdachhaus                   | G   | Dorfstrasse 4, 6 682875 / 205075    |              |
| 16.016 | ja   | Datei hochladen                                                   | Gasthaus Tübli                   | G   | Dorfstrasse 12 682842 / 205081      |              |
| 16.018 | ja   | Datei hochladen                                                   | Haus (ehem. Pension Villa Maria) | G   | Seestrasse 6 682968 / 205001        |              |
| 16.020 | BW   | Datei hochladen                                                   | Haus                             | G   | Im Acher 2 682776 / 205812          |              |

Legende: Siehe Legende der Liste der Kulturgüter von nationaler und regionaler Bedeutung. Anstelle der KGS-Nummer wird als Objekt-Identifikator (ID) die Nummer im Kantonalen Schutzinventar (KSI) verwendet.